# Vilém Vrabec
Vilém Vrabec (* 8. dubna 1901 Horní Růžodol – 27. ledna 1983 Praha) byl český kuchař a učitel, autor desítek kuchařských knih v nichž sebral několik tisíc kuchařských receptů. Jeho nejvýznamnějším dílem je Velká kuchařka, do níž shrnul poznatky z předchozích knih. Vyšla v mnoha vydáních a byla přeložena do řady jazyků.

## Životopis
Narodil roku 1901 v Horním Růžodole na Liberecku ve velmi chudé rodině. Již na obecné škole učitel objevil ve Vilémovi výtvarný talent a doporučil rodičům, aby chlapce poslali na výtvarnou školu. Rodiče si to však nemohli dovolit.
Po první světové válce se vydal do světa na zkušenou. Jeho touha studovat výtvarnou školu jej vedla do Berlína, kde se přihlásil na soukromou umělecko-průmyslovou školu. Aby mohl platit studium, sehnal si práci jako aranžér výkladních skříní největšího berlínského lahůdkářství Kempiňski a po nocích zde ještě vypomáhal v kuchyni. Peníze však na studium nestačily a po roce se musel vrátit domů.
Zkušenost u Kempiňského mu však pomohla rozhodnout se, co dál: bude se věnovat kulinářství a kreslení zůstane jeho celoživotním koníčkem. Věděl, že cesta k úspěchu nebude jednoduchá, vždyť neměl ani výuční list. Své zkušenosti z Berlína ale uplatnil poměrně brzy – nastoupil jako aranžér výkladních skříní v největším pražském Lippertově lahůdkářství a záhy mu dovolili zavádět i mnohé receptury studené kuchyně, které odkoukal v Berlíně.
S Prahou se však Vilém Vrabec nespokojil a hledal další příležitosti, jak se něco nového naučit. Často pracoval jen za nocleh a stravu, zato asistoval tehdy uznávaným kuchařům v nejlepších hotelech v Německu, Švýcarsku a Rakousku, zaklepal i na dveře londýnského Savoye.
Obohacen mezinárodními zkušenostmi se vrátil do Čech, pracoval jako kuchař studené kuchyně v Puppu v Karlových Varech, v Esplanade v Mariánských Lázních a pak přišla osudová nabídka do ostravského Grand automatu. V roce 1926 jej požádala ostravská obchodní akademie, aby vedl dekorativní a aranžérský kurz. Kurz měl tak obrovský úspěch, že ve finále obdržel od ministra školství dekret na pořádání pravidelných kurzů vaření. To byl první krok k uskutečnění jeho snu, otevření stálého kuchařského učiliště v Praze. Na to však byly potřeba peníze. Podnikl tedy turné po Československu a v desítkách měst pořádal úspěšné kurzy vaření. Turné uzavřel v Praze, to už měl potřebný kapitál, ale chyběly odpovídající prostory. Ty našel na rohu Štěpánské a Řeznické, kde v roce 1929 slavnostně otevřel své učiliště.
V roce 1948 bylo učiliště znárodněno a on mohl zůstat pouze jako řadový zaměstnanec. Zůstal a pracoval zde až do odchodu do penze, do roku 1961. I v penzi se věnoval vaření a psaní knih. Zemřel roku 1982, den poté, co do tiskárny odevzdal rukopis své poslední knihy. Během svého života napsal několik kuchařských knih, vyšly v mnoha vydáních, v několika světových jazycích a v nákladech ke dvou milionům výtisků.